# Filmografia di Mario Caserini
La filmografia di Mario Caserini, sia come regista che come attore (nei primi anni alla Cines fu infatti anche interprete, che era poi la qualifica per cui era stato assunto) è molto ampia, oltre 130 titoli, ma di essa non si è salvato molto. Secondo le ricerche compiute da Aldo Bernardini e pubblicate nel volume Le imprese di produzione del cinema muto italiano (2015), sono poco più di 30 i film, a volte non completi, ancora reperibili. Si tratta di opere conservate in varie cineteche o archivi, in diversi casi non in Italia. La quasi totalità di essi riguarda i primi anni alla Cines (1906 - 1910) e qualche titolo del 1911. Introvabili e dispersi sarebbero invece gran parte dei titoli del periodo torinese ("Ambrosio Film" e "Gloria Film", 1911 - 1914), così come quelli realizzati da Caserini al suo rientro a Roma, compresi quelli interpretati dalla Vergani. Quello che è da molti considerato il capolavoro di Caserini, Ma l'amor mio non muore (1913), è invece reperibile anche in DVD, essendo stato ritrovato e restaurato un secolo dopo grazie alla collaborazione tra Cineteca di Bologna e Museo nazionale del cinema di Torino.

## Criteri di compilazione
Va tenuto conto che agli albori della cinematografia era prassi usuale avere diversi compiti all'interno della produzione di un film e la distinzione dei ruoli non era così precisa come poi verrà definendosi negli anni successivi. Questa indeterminatezza, unita al fatto che le pellicole venivano inizialmente attribuite alla casa di produzione e non a singoli realizzatori, comporta incertezza sull'attribuzione di alcune opere; altra difficoltà è causata dalla scarsità di indicazioni provenienti dalle fonti storiche, soprattutto i pochi periodici cinematografici dell'epoca oltre al fatto che numerosi film sono andati perduti.
Le fonti consultate in alcuni casi forniscono dati contraddittori sull'attribuzione a Caserini di determinate pellicole, soprattutto dei primi anni; in alcuni casi c'è incertezza anche nell'individuazione dell'anno di edizione di un film e nella esatta identificazione del titolo dell'opera. In tali casi dubbi, quando un titolo è presente in almeno una delle quattro fonti consultate in bibliografia, esso è stato inserito nella filmografia. I titoli alternativi sono indicati a fianco. Quando vi sono differenze circa l'anno di edizione, viene indicato quello che risulta nella fonte più recente (i volumi sul cinema muto italiano editi dal Centro Sperimentale di Cinematografia e dalla ERI) in quanto ritenuta più completa perché frutto di successive ricerche.

## 1905
- Viaggio al centro della luna[1][2][3] - cortometraggio perduto

## 1906
- Otello - cortometraggio co-diretto con Gaston Velle - anche attore
- Il romanzo di un Pierrot (non distribuito) - anche attore[4]

## 1907
- La figlia del cenciauolo - cortometraggio co-diretto con Gaston Velle
- Il fornaretto di Venezia - cortometraggio
- Garibaldi - cortometraggio (1907 o 1908)

## 1908
- Amleto - cortometraggio[5]
- Campagna romana - cortometraggio
- La cantatrice veneziana (Venezia nel 1500) - cortometraggio
- Il cuore e il danaro - cortometraggio
- L'orfanella dell'assassinato - cortometraggio
- Pia dei Tolomei - cortometraggio
- Pietro Micca - cortometraggio
- Romeo e Giulietta (conosciuto anche come Giulietta e Romeo) - cortometraggio - anche attore
- Vendetta normanna - cortometraggio
- Le viole (conosciuto anche come Viole! e come La piccola capraia) - cortometraggio
- Siegfried - cortometraggio
- La cicala e la formica - cortometraggio
- Leggenda medievale - cortometraggio
- Dramma medioevale - cortometraggio
- Il riposo domenicale - cortometraggio

## 1909
- Vita di Giovanna d'Arco - cortometraggio
- Beatrice Cenci - cortometraggio
- Il bel Florindo - cortometraggio
- Parsifal - cortometraggio
- Bianca Cappello - cortometraggio
- La signora di Monserau, conosciuto anche come La signora di Monsoreau o La dama de Monserau - cortometraggio
- Don Carlos, conosciuto anche come Don Carlos (Una tragedia alla Corte di Spagna - 1545) - cortometraggio
- Fiore fatale (Scene catalane) - cortometraggio
- La gerla di papà Martin - cortometraggio
- L'innominato - cortometraggio
- Marco Visconti[6] - cortometraggio
- Macbeth - cortometraggio
- Povera madre! - cortometraggio
- Il romanzo di un Pierrot conosciuto anche come Pierrot innamorato[7] - cortometraggio
- Tenebre - cortometraggio
- I tre moschettieri - cortometraggio
- L'ultimo degli Stuardi, conosciuto anche come L'ultimo degli Stuart - cortometraggio
- Wanda Soldanieri (conosciuto anche come Guelfi e Ghibellini) - anche attore - cortometraggio
- Guglielmo Ratcliff (film 1909)
- La signora di Monsoreau (film 1909)

## 1910
- Amleto
- Amore e libertà
- L'amorino
- Anita Garibaldi
- Anna di Masovia
- Bacio fatale
- Beatrice di Tenda
- Catilina
- Veronica Cybo
- Il Cid
- Cola di Rienzi
- La congiura di Piacenza
- Il dottor Antonio
- Eloquenza di un fiore
- Federico Barbarossa conosciuto anche come La battaglia di Legnano
- Giovanna la pazza
- Giovanni dalle Bande Nere
- Lucia di Lammermoor[8]
- Lucrezia Borgia
- Margherita Pusterla
- Messalina
- Prepotenza feudale
- Florette e Patapon
- L'abbandonata
- Monna Vanda dei Soldanieri - cortometraggio

## 1911
- L'adultera
- Antigone
- Il cavalier Fantasma
- Dramma alla frontiera
- Giovanna la pallida
- Idillio balneare
- Mademoiselle de Scudery
- I masnadieri
- Il moro dell'Apuxarra, conosciuto anche come Il Tuxani
- La pietra di Scone
- Regina per quindici giorni
- Rivalità e coraggio
- La Romanina
- Romola
- Una scommessa
- L'ultimo dei Frontignac - titolo alternativo Il romanzo di un giovane povero
- Verso la colpa[9]
- Gabriella di Beaulieu
- Napoleone a Sant'Elena

## 1912
- Infamia araba (Arabian Infamy)
- I cavalieri di Rodi
- La corda dell'arco
- I mille
- Nelly la domatrice
- Parsifal
- Il pellegrino
- La ribalta
- Santarellina conosciuto anche come Mam'zelle Nitouche
- Sigfrido, conosciuto anche come Siegfried
- L'uomo fatale[10]
- Catilina
- Nelly, la domatrice
- Lo spione
- Lucrezia Borgia
- La mamma dorme
- La mala pianta

## 1913
- Dante e Beatrice (conosciuto anche come La vita di Dante)
- Florette e Patapon
- Ma l'amor mio non muore
- Mater dolorosa
- Romanticismo[11]
- Le due madri
- Il treno degli spettri
- Gli ultimi giorni di Pompei

## 1914
- Acquazzone in montagna
- Nerone e Agrippina
- Nidia la cieca
- Ma l'amor mio non muore...

## 1915
- La gorgona
- La pantomima della morte
- Maschera di mistero

## 1916
- Como aquel día - realizzato in Spagna; anche sceneggiatore
- In mano del destino
- Passano gli Unni
- La divetta del reggimento
- L'amor tuo mi redime (Pero tu amor me redime)
- La vida y la muerte
- Chi mi darà l'oblio senza la morte? ¿Quién me hará olvidar sin morir? - realizzato in Spagna
- Madame Tallien
- Fiore di autunno
- Amore che uccide
- Come in quel giorno
- Monna Vanna

## 1917
- Il filo della vita
- Flor de otoño - realizzato in Spagna; anche sceneggiatore
- L'ombra
- Resurrezione
- La vita e la morte
- Vittime dell'amore

## 1918
- Il dramma di una notte (conosciuto anche come Una notte a Calcutta)
- La sfinge
- La signora Arlecchino o Madama Arlecchino
- Il tesoro di Isacco
- La via più lunga

## 1919
- Anima tormentata
- Capitan Fracassa - anche sceneggiatore
- Il gorgo fascinatore
- Primerose
- Tragedia senza lacrime o Tragedia senza lagrime
- Il castello del diavolo
- Il romanzo di una vespa

## 1920
- La buona figliola
- Fiori d'arancio
- L'imprevisto
- Il miracolo
- La modella
- Musica profana
- Piero e Teresa
- Las delicias del campo

## 1921 (usciti postumi)
- Caterina
- Il filo di Arianna o Il filo d'Arianna
- Fior d'amore
- La voce del cuore